# Empoasca elongella
Empoasca elongella är en insektsart som beskrevs av Metcalf 1968. Empoasca elongella ingår i släktet Empoasca och familjen dvärgstritar. Inga underarter finns listade i Catalogue of Life.